# Nogent-le-Rotrou
Nogent-le-Rotrou /nɔˈʒɑ̃ lə ʁɔˈtʁu/ è un comune francese di 11 631 abitanti situato nel dipartimento dell'Eure-et-Loir nella regione del Centro-Valle della Loira.
Diede i natali al nobile Carlo di Borbone-Soissons ed al poeta Rémy Belleau.

## Storia
Il centro di Nogent fu un'importante signoria feudale che fu elevato a ducato (legato al titolo di Duca di Enghien) nel 1566 venendo così il paese ribattezzato Enghien-le-Français. 
Nel 1624 il paese cambiò il nome in Nogent-le-Béthune per entrare nei domini del Duca di Sully la cui famiglia lo tenne fino all'abolizione dei diritti feudali, nel 1652 divenne nuovamente ducato ("di Orval e Nogent") per la stessa famiglia (il figlio cadetto dello stesso Duca di Sully) ma senza ereditarietà del rango ducale legato a questo centro.

## Società

### Evoluzione demografica
Abitanti censiti

## Amministrazione

### Gemellaggi
- Baiersbronn
- Midhurst